# 荒川区立荒川ふるさと文化館
荒川区立荒川ふるさと文化館（あらかわくりつあらかわふるさとぶんかかん）は、東京都荒川区立の郷土歴史博物館。1998年（平成10年）の開設。荒川区の歴史、民俗資料を収集、展示、保存している。区立南千住図書館に併設されている。

## 展示内容
石器時代の日暮里延命院貝塚や道灌山遺跡から中世、近世、そして近代に至るまでの文化や風俗、また産業遺産などを通史に基づいて展示している。常設展示には、文化財、奥の細道に関する展示もある。松尾芭蕉は深川の採茶庵から隅田川を遡って、千住で船を降り、ここから徒歩で奥の細道の旅に出た。千住は、この旅で、矢立初めの句を詠んだ地になる。2019年8月24日に、奥の細道330周年を記念して常設展示室に「奥の細道と千住」コーナーを新設した。
その他、あらかわの伝統工芸を紹介するギャラリー、屋外には橋本左内の墓旧套堂もある。套堂は、鞘堂と同じ意味で、本体の橋本左内の墓を保護するためにそれを覆うように建てられたものである。元は回向院（本所回向院）にあったものである。

## 所在地
東京都荒川区南千住6-63-1 （荒川区立南千住図書館に併設）

## 開館日・時間
- 休館日　月曜（月曜が祝日の場合は開館、翌日が休館）
- 毎月第二木曜が、館内整理日のため休館
- 12月29日から翌年1月4日を含む年末年始に休館
- 開館時間　9:00 - 17:00 （2022年5月1日から開館時間を30分早めて、9:00から開館している。）
- 入館料　100円
ただし、荒川区民で中学生以下、もしくは65歳以上であれば無料。
障がい者、およびその介助者1名も無料。
いずれも証明書の提示が必要。

## アクセス
- 東日本旅客鉄道（JR東日本）常磐快速線・東京メトロ日比谷線・首都圏新都市鉄道つくばエクスプレス:南千住駅下車で、徒歩10分
- 京成本線:千住大橋駅下車、徒歩10分
- 都電荒川線:三ノ輪橋停留場下車で、徒歩15分
- 都バス草43系統:千住大橋停留所下車で、徒歩5分[3]

## 近隣の施設
- 荒川千住芭蕉記念歌碑
- 天王公園
- 千住大橋